# Coffs Harbour
Coffs Habour là một thành phố thuộc bang New South Wales, Úc.

## Địa lý
Coffs Harbour nằm trên xa lộ Thái Bình Dương giữa Newcastle và Gold Coast.
Khu vực xung quanh chủ yếu bao gồm các khu nghỉ dưỡng và căn hộ ven biển. Vùng nội địa có nhiều rừng, đồn điền chuối và các trang trại. Tại đây, dãy núi Great Dividing tiếp giáp với Thái Bình Dương.

### Khí hậu
Coffs Harbour có khí hậu cận nhiệt đới ẩm (phân loại khí hậu Köppen Cfa) với lượng mưa theo mùa rõ rệt. 
| Dữ liệu khí hậu của Coffs Harbour         | Dữ liệu khí hậu của Coffs Harbour | Dữ liệu khí hậu của Coffs Harbour | Dữ liệu khí hậu của Coffs Harbour | Dữ liệu khí hậu của Coffs Harbour | Dữ liệu khí hậu của Coffs Harbour | Dữ liệu khí hậu của Coffs Harbour | Dữ liệu khí hậu của Coffs Harbour | Dữ liệu khí hậu của Coffs Harbour | Dữ liệu khí hậu của Coffs Harbour | Dữ liệu khí hậu của Coffs Harbour | Dữ liệu khí hậu của Coffs Harbour | Dữ liệu khí hậu của Coffs Harbour | Dữ liệu khí hậu của Coffs Harbour |
| Tháng                                     | 1                                 | 2                                 | 3                                 | 4                                 | 5                                 | 6                                 | 7                                 | 8                                 | 9                                 | 10                                | 11                                | 12                                | Năm                               |
| ----------------------------------------- | --------------------------------- | --------------------------------- | --------------------------------- | --------------------------------- | --------------------------------- | --------------------------------- | --------------------------------- | --------------------------------- | --------------------------------- | --------------------------------- | --------------------------------- | --------------------------------- | --------------------------------- |
| Cao kỉ lục °C (°F)                        | 43.3 (109.9)                      | 40.5 (104.9)                      | 35.9 (96.6)                       | 34.2 (93.6)                       | 29.8 (85.6)                       | 28.5 (83.3)                       | 30.3 (86.5)                       | 34.0 (93.2)                       | 35.2 (95.4)                       | 39.6 (103.3)                      | 43.3 (109.9)                      | 42.5 (108.5)                      | 43.3 (109.9)                      |
| Trung bình ngày tối đa °C (°F)            | 27.4 (81.3)                       | 27.1 (80.8)                       | 26.1 (79.0)                       | 24.1 (75.4)                       | 21.6 (70.9)                       | 19.7 (67.5)                       | 19.1 (66.4)                       | 20.4 (68.7)                       | 22.8 (73.0)                       | 24.0 (75.2)                       | 25.1 (77.2)                       | 26.4 (79.5)                       | 23.6 (74.5)                       |
| Tối thiểu trung bình ngày °C (°F)         | 19.8 (67.6)                       | 19.6 (67.3)                       | 18.1 (64.6)                       | 15.2 (59.4)                       | 11.9 (53.4)                       | 9.4 (48.9)                        | 8.2 (46.8)                        | 8.7 (47.7)                        | 11.4 (52.5)                       | 14.1 (57.4)                       | 16.7 (62.1)                       | 18.3 (64.9)                       | 14.3 (57.7)                       |
| Thấp kỉ lục °C (°F)                       | 11.0 (51.8)                       | 11.6 (52.9)                       | 9.9 (49.8)                        | 4.3 (39.7)                        | 0.4 (32.7)                        | −0.6 (30.9)                       | −3.2 (26.2)                       | −2.7 (27.1)                       | 1.9 (35.4)                        | 3.7 (38.7)                        | 6.5 (43.7)                        | 7.4 (45.3)                        | −3.2 (26.2)                       |
| Lượng mưa trung bình mm (inches)          | 187.5 (7.38)                      | 224.8 (8.85)                      | 234.6 (9.24)                      | 178.4 (7.02)                      | 160.8 (6.33)                      | 120.8 (4.76)                      | 72.5 (2.85)                       | 79.5 (3.13)                       | 59.9 (2.36)                       | 96.3 (3.79)                       | 144.7 (5.70)                      | 144.9 (5.70)                      | 1.699 (66.89)                     |
| Số ngày giáng thủy trung bình             | 15.0                              | 15.0                              | 16.6                              | 12.5                              | 11.6                              | 10.1                              | 8.0                               | 7.7                               | 8.1                               | 11.1                              | 12.2                              | 13.7                              | 141.6                             |
| Độ ẩm tương đối trung bình buổi chiều (%) | 69                                | 71                                | 69                                | 65                                | 62                                | 59                                | 54                                | 53                                | 57                                | 63                                | 65                                | 68                                | 63                                |
| Số giờ nắng trung bình tháng              | 235.6                             | 204.4                             | 220.1                             | 216.0                             | 207.7                             | 198.0                             | 223.2                             | 257.3                             | 255.0                             | 251.1                             | 237.0                             | 244.9                             | 2.750,3                           |
| Số giờ nắng trung bình ngày               | 7.6                               | 7.3                               | 7.1                               | 7.2                               | 6.7                               | 6.6                               | 7.2                               | 8.3                               | 8.5                               | 8.1                               | 7.9                               | 7.9                               | 7.5                               |
| Nguồn: Cục Khí tượng Úc                   |                                   |                                   |                                   |                                   |                                   |                                   |                                   |                                   |                                   |                                   |                                   |                                   |                                   |